# Municipio de East Washington
El municipio de East Washington (en inglés: East Washington Township) es un municipio ubicado en el condado de Rice en el estado estadounidense de Kansas. En el año 2010 tenía una población de 152 habitantes y una densidad poblacional de 1,63 personas por km².

## Geografía
El municipio de East Washington se encuentra ubicado en las coordenadas 38°14′1″N 97°58′56″O / 38.23361, -97.98222. Según la Oficina del Censo de los Estados Unidos, el municipio tiene una superficie total de 93.42 km², de la cual 93,38 km² corresponden a tierra firme y (0,03 %) 0,03 km² es agua.

## Demografía
Según el censo de 2010, había 152 personas residiendo en el municipio de East Washington. La densidad de población era de 1,63 hab./km². De los 152 habitantes, el municipio de East Washington estaba compuesto por el 99,34 % blancos, el 0,66 % eran asiáticos. Del total de la población el 0 % eran hispanos o latinos de cualquier raza.